# Lower Holker
Lower Holker – civil parish w Anglii, w Kumbrii, w dystrykcie (unitary authority) Westmorland and Furness. W 2001 miejscowość liczyła 1808 mieszkańców.